# Eilema pallens
Eilema pallens är en fjärilsart som beskrevs av Moore 1878. Eilema pallens ingår i släktet Eilema och familjen björnspinnare. Inga underarter finns listade i Catalogue of Life.